# جيمي فوغن
جيمي فوغن (بالإنجليزية: Jimmie Vaughan)‏ هو مغني وعازف قيثارة وملحن أمريكي، ولد في 20 مارس 1951 في دالاس في الولايات المتحدة.

## وصلات خارجية
- الموقع الرسمي
- جيمي فوغن على موقع IMDb (الإنجليزية)
- جيمي فوغن على موقع روتن توميتوز (الإنجليزية)
- جيمي فوغن على موقع ميوزك برينز (الإنجليزية)
- جيمي فوغن على موقع أول ميوزيك (الإنجليزية)
- جيمي فوغن على موقع ديسكوغز (الإنجليزية)
- جيمي فوغن على موقع قاعدة بيانات الفيلم (الإنجليزية)